# Thụy Xương
Ruichang (tiếng Trung: 瑞昌; bính âm: Ruìchāng) là một thành phố cấp huyện thuộc địa cấp thị Cửu Giang, tỉnh Giang Tây, Trung Quốc.

## Hành chính
Thụy Xương được chia ra làm 18 đơn vị hành chính cấp hương, gồm 2 nhai đạo, 8 trấn và 8 hương. Ngoài ra thành phố này còn quản lí 3 đơn vị tương đương cấp hương khác
- Nhai đạo: Bồn Thành (湓城街道), Quế Lâm (桂林街道)
- Trấn: Mã Đầu (码头镇), Bạch Dương (白杨镇), Nam Nghĩa (南义镇), Hoành Cảng (横港镇), Phạm (范镇), Triệu Trần (肇陈镇), Cao Phong (高丰镇), Hạ Phán (夏畈镇)
- Hương: Lạc Viên (乐园乡), Hồng Nhất (洪一乡), Hoa Viên (花园乡), Hồng Hạ (洪下乡), Vũ Giao (武蛟乡), Hoành Lập Sơn (横立山乡), Hoàng Kim (黄金乡), Nam Dương (南阳乡)

Đơn vị ngang cấp hương khác
- Nông trường Trại Hồ (赛湖农场)
- Lâm trường: Thanh Sơn (青山林场), Đại Đức Sơn (瑞昌市大德山林场)